# MAD (lucha libre)
MAD fue un stable heel de lucha libre profesional que compite en el circuito independiente MDA. El grupo se creó en 2018, luego que aparecieran en el circuito independiente MDA con los integrantes originales que era Konnan, El Zorro, Kevin Kross, Sexy Dulce y Juventud Guerrera. Tres meses después, aparecieron en Lucha Libre AAA Worldwide haciendo algunos regresos de los luchadores como Teddy Hart y Jeff Jarrett siendo nuevos integrantes.

## Historia

### Formación
El 21 de enero de 2018 en Monterrey, durante la lucha entre Rey Wagner y Alberto el Patrón, Konnan, Kross, Dulce, Zorro y Guerrera entraron en el ring para atacar a los oponentes.

### Aparición en AAA
El 21 de abril, MAD hicieron su primera aparición en Lucha Libre AAA Worldwide (AAA) en Tijuana, Baja California luego del combate estelar entre Wagner y Hernández por el Megacampeonato de AAA en la cual Wagner logró retener su título, aparecieron Kevin Kross, Teddy Hart y Juventud Guerrera. Guerrera tomó un micrófono y presentó a los atacantes como el grupo de MAD, los cuales aseguró han llegado a AAA para "recuperar lo que es de ellos" y apoderarse de cuantos títulos y máscaras sea posible, amenazando además con que ellos no serán los únicos en llegar. El 18 de mayo en Tehuacán, Kross hizo equipo con Hernández para luego ser derrotados por El Hijo del Fantasma y Psycho Clown, luego de esto Juventud Guerrera apareció de sorpresa y empujó a Psycho, el cual chocó con Fantasma y llevó a que ambos comenzaran su rivalidad. Guerrera y Kross subieron entonces y atacaron a ambos faces, mientras que en el escenario apareció otro luchador misterioso con máscara y playera de MAD viéndolos realizar el ataque.
El 3 de junio en Verano de Escándalo, Juventud Guerrera y Kevin Kross hicieron equipo con El Texano Jr. para obtener su victoria contra Pagano, Máximo y La Máscara. Ese mismo día, Guerrera presenta su integrante de MAD y resultó ser Jeff Jarrett para anunciar que estará en la lucha estelar por el Megacampeonato de AAA, más tarde Jarrett vence a Wagner y a Rey Mysterio Jr. para ganar el título por segunda vez con la ayuda de Konnan quien hace su regreso a la AAA.
A finales de 2018, MAD se disolvió oficiamlente cuando Juventud Guerrera dejó a aparecer en AAA donde decidió reformar su propio MAD con el formato independiente, Teddy Hart firmó un contrato con Major League Wrestling donde hizo equipo con Davey Boy Smith Jr., Jeff Jarrett firmó un contrato con WWE como productor y los únicos quienes permanecieron en AAA fueron Konnan, Kevin Kross, Australian Suicide, Jack Evans y El Hijo del Fantasma por distintos caminos separados.

## Miembros

### Miembros anteriores
| Miembro              | Tiempo                                        |
| -------------------- | --------------------------------------------- |
| El Hijo del Fantasma | 29 de julio de 2018 – diciembre de 2018       |
| Konnan (líder)       | 21 de enero de 2018 – diciembre de 2018       |
| Killer Kross         | 21 de enero de 2018 – diciembre de 2018       |
| Teddy Hart           | 21 de abril de 2018 – diciembre de 2018       |
| Jeff Jarrett         | 3 de junio de 2018 – diciembre de 2018        |
| Jack Evans           | 13 de julio de 2018 – diciembre de 2018       |
| Australian Suicide   | 25 de agosto de 2018 – diciembre de 2018      |
| Brian Cage           | 21 de julio de 2018 – 18 de noviembre de 2018 |
| El Zorro             | 21 de enero de 2018 – 26 de abril de 2        |
| Sexy Dulce           | 21 de enero de 2018 – abril de 2018           |

### Subgrupos
| Subgrupo            | Miembros              | Tiempo | Tipo     | Compañías                                    |
| ------------------- | --------------------- | ------ | -------- | -------------------------------------------- |
| Hart Foundation 2.0 | Jack Evans Teddy Hart | 2018   | Tag Team | AAA Lucha Libre Elite Circuito independiente |

## Campeonatos y logros
- Lucha Libre AAA Worldwide
  - Megacampeonato de AAA (1 vez) – Jeff Jarrett (1)
  - Campeonato Latinoamericano de AAA (1 vez) – El Hijo del Fantasma (1)
- Impact Wrestling
  - Impact X Division Championship (1 vez) – Brian Cage